# ディートマー・ローレンツ
ディートマー・ローレンツ（Dietmar Lorenz、1950年9月23日 - 2021年9月8日）は、ドイツの柔道家。旧東ドイツテューリンゲン州出身。1980年モスクワオリンピック柔道男子無差別級金メダリスト。身長180cm。

## 経歴
東ドイツ代表として出場した1975年の世界柔道選手権大会で3位となった。さらに、モスクワオリンピックのボイコットによる強豪選手の不出場という幸運も重なり、軽重量級（95kg）で銅メダルを獲得。続く無差別級では東ドイツに初めての金メダルをもたらした。

## 主な戦績
軽重量級での戦績
- 1973年 - 東ドイツ国際　3位
- 1973年 - ポーランド国際　優勝
- 1973年 - ヨーロッパ選手権　無差別　3位
- 1973年 - 世界選手権　3位
- 1974年 - フランス国際　2位
- 1974年 - ヨーロッパ選手権　3位
- 1974年 - オーストリア国際　優勝
- 1975年 - ヨーロッパ選手権　優勝
- 1975年 - 世界選手権　3位
- 1976年 - 東ドイツ国際　優勝
- 1976年 - モントリオールオリンピック　5位

95kg級での戦績
- 1977年 - フランス国際　3位
- 1977年 - ハンガリー国際　2位
- 1977年 - ヨーロッパ選手権　優勝
- 1978年 - 東ドイツ国際　優勝
- 1978年 - オランダ国際　優勝
- 1978年 - ヨーロッパ選手権　95kg級　優勝　無差別　優勝
- 1978年 - 嘉納杯　優勝
- 1979年 - 東ドイツ国際　優勝
- 1980年 - ソ連国際　優勝
- 1980年 - 東ドイツ国際　2位
- 1980年 - ヨーロッパ選手権　2位
- 1980年 - モスクワオリンピック　95kg級　3位　無差別　優勝